# Тенденция к возрастающей звучности
Тенденция к возрастающей звучности (англ. law of rising sonority) — общее название совокупности фонетических законов, действовавших в праславянском языке в период приблизительно с I по IX век н. э. Тенденция к возрастающей звучности запрещала определённые сочетания согласных в рамках одного слога. В пределах одного слога менее звучные фонемы должны были предшествовать более звучным, но не наоборот. При этом, наименее звучными были фрикативные, а наиболее — гласные.
Частным случаем тенденции к возрастающей звучности был закон открытого слога, который гласил, что любой слог в слове может заканчиваться только на гласный звук (или на слоговый согласный).
Тенденция к возрастающей звучности получила своё логическое завершение после метатезы сочетаний гласный+плавный, которая произошла уже в поздний общеславянский период. Вскоре после этого тенденция к возрастающей звучности была нарушена во всех славянских языках из-за процесса падения редуцированных.

## В древнерусском языке
В начальный период истории древнерусского языка звуки в слоге располагались по принципу восходящей звучности — от наименее звучных в начале к наиболее звучным в конце. Поэтому в слоге звонкий согласный не мог предшествовать глухому, сонорный — шумному звонкому, гласный — согласному (например, прославити состояло из четырех слогов: про-сла-ви-ти). Это явление получило название закона восходящей звучности слога.
Общая схема по сонорности: глухие согласные → звонкие согласные → сонорные согласные → гласные.